# كيفن راسيل
كيفن راسيل (بالإنجليزية: Kevin Russell)‏ (6 ديسمبر 1966 - ) هو لاعب كرة قدم بريطاني في مركز الهجوم. لعب مع برايتون أند هوف ألبيون وستوك سيتي وكارديف سيتي وليستر سيتي ونادي بورتسموث ونادي بورنموث ونادي بيتربورو يونايتد ونادي بيرنلي ونادي ريكسهام ونوتس كاونتي ونادي هيرفورد.

## وصلات خارجية
- كيفن راسيل على موقع قاعدة بيانات كرة القدم.إي يو (الإنجليزية)